# Chrysolina herbacea herbacea
Chrysolina herbacea herbacea é uma subespécie de insetos coleópteros polífagos pertencente à família Chrysomelidae.
A autoridade científica da subespécie é Duftschmid, tendo sido descrita no ano de 1825.
Trata-se de uma subespécie presente no território português.